# Reject All American
Reject All American is het tweede en laatste studioalbum van de Amerikaanse punkband Bikini Kill. Het album werd uitgegeven op 5 april 1995 door het platenlabel Kill Rock Stars op cd, lp en cassette. Op 6 april 2004 werd het album door Kill Rock Stars heruitgegeven op vinyl. Hoewel de recensies gematigd positief waren, werd het minder goed ontvangen dan voorgaande albums.

## Nummers
1. "Statement of Vindication" - 1:11
2. "Capri Pants" - 1:40
3. "Jet Ski" - 2:34
4. "Distinct Complicity" - 2:29
5. "False Start" - 3:12
6. "R.I.P." - 3:37
7. "No Backrub" - 1:52
8. "Bloody Ice Cream" - 1:25
9. "For Only" - 2:25
10. "Tony Randall" - 2:23
11. "Reject All American" - 2:30
12. "Finale" - 1:33

## Band
- Kathleen Hanna - zang, basgitaar, drums
- Tobi Vail - drums, zang
- Kathi Wilcox - basgitaar, zang, drums
- Billy Karren - gitaar